# K League 1990
Die Korea Professional Football League 1990 war die achte Spielzeit der höchsten südkoreanischen Fußballliga. Die Liga bestand aus sechs Vereinen. Sie spielten jeweils sechsmal gegeneinander. Zwei Vereine zogen bis zum Beginn der Saison um. Lucky-Goldstar Hwangseo zog nach Seoul und Hyundai Horang-i zog nach Ulsan um.

## Teilnehmende Mannschaften
folgende Mannschaften nahmen an der Korea Professional Football League 1990 teil:
| Verein                 | Stadt/Region         | Gründungsjahr | Heimspielstätte                                      | Vorjahresplatzierung |
| ---------------------- | -------------------- | ------------- | ---------------------------------------------------- | -------------------- |
| Yukong Elephants       | Incheon, Gyeonggi-do | 1982          | Incheon-Sungeui-Stadion Suwon-Stadion Anyang-Stadion | Meister              |
| POSCO Atoms            | Pohang               | 1973          | Steel-Yard-Stadion                                   | 4. Platz             |
| Daewoo Royals          | Busan                | 1979          | Busan-Gudeok-Stadion                                 | 3. Platz             |
| Lucky-Goldstar Hwangso | Seoul                | 1983          | Dongdaemun-Stadion                                   | Vizemeister          |
| Hyundai Horang-i       | Ulsan                | 1983          | Ulsan-Gongseol-Stadion                               | 6. Platz             |
| Ihlwa Chunma           | Seoul                | 1989          | Dongdaemun-Stadion                                   | 5. Platz             |

## Abschlusstabelle
| Pl. | Verein                 | Sp. | S  | U  | N  | Tore    | Diff. | Punkte |
| --- | ---------------------- | --- | -- | -- | -- | ------- | ----- | ------ |
| 1.  | Lucky-Goldstar Hwangso | 30  | 14 | 11 | 5  | 040:250 | +15   | 39:21  |
| 2.  | Daewoo Royals          | 30  | 12 | 11 | 7  | 030:250 | +5    | 35:25  |
| 3.  | POSCO Atoms            | 30  | 9  | 10 | 11 | 029:280 | +1    | 28:32  |
| 4.  | Yukong Elephants (M)   | 30  | 8  | 12 | 10 | 027:300 | −3    | 28:32  |
| 5.  | Hyundai Horang-i       | 30  | 6  | 14 | 10 | 032:380 | −6    | 26:34  |
| 6.  | Ihlwa Chunma           | 30  | 7  | 10 | 13 | 028:400 | −12   | 24:36  |

| (M) | Amtierender Meister: Yukong Elephants |